# Attack Attack!
Attack Attack! – amerykański zespół muzyczny. Attack Attack! nagrał trzy albumy studyjne Someday Came Suddenly (2008), Attack Attack! (2010) i This Means War (2012).

## Dyskografia

### Albumy studyjne
| Rok  | Dane dot. albumu                                                                                           | Najwyższe pozycje na listach |
| Rok  | Dane dot. albumu                                                                                           | USA                          |
| ---- | --- | ---------------------------- |
| 2008 | Someday Came Suddenly - Wydany: 11 listopada 2008 - Wytwórnia: Rise Records - Format: CD, digital download | 193                          |
| 2010 | Attack Attack! - Wydany: 8 czerwca 2010 - Wytwórnia: Rise Records - Format: CD, digital download           | 26                           |
| 2012 | This Means War - Wydany: 17 stycznia 2012 - Wytwórnia: Rise Records - Format: CD, digital download         | 11                           |

### Albumy demonstracyjne (EP)
| Rok  | Dane dot. albumu                                      |
| ---- | ----------------------------------------------------- |
| 2008 | If Guns Are Outlawed, Can We Use Swords? - Format: CD |

### Single
| Rok  | Tytuł            |
| ---- | ---------------- |
| 2008 | „This Is A Test” |
| 2011 | „Last Breath”    |
| 2011 | „The Motivation” |
| 2012 | „No Defeat”      |